# 布伦塔
布伦塔（義大利語：Brenta），是意大利瓦雷泽省的一个市镇。总面积4平方公里，人口1774人，人口密度443.5人/平方公里（2009年）。国家统计（ISTAT）代码为012019。